# Ратувоу, Камели
Камели Ратувоу (фидж. Kameli Ratuvou, родился 6 ноября 1983 года) — фиджийский регбист, выступавший на позиции винга, центра и фулбэка.

## Биография

### Клубная карьера
До 2004 года представлял любительский клуб «Таилеву Найтс» с Фиджи. Внимание европейских клубов привлёк в 2005 году после европейского турне сборной Фиджи, перейдя летом 2006 года в ряды «Сарацин» из АПЛ. В первые два сезона он занёс 23 попытки в 46 встречах за лондонскую команду, причём во втором сезоне дотащил команду до полуфинала Кубка Хейнекен впервые в истории; в полуфинале против «Манстера» занёс попытку, однако этого было недостаточно для итоговой победы над ирландским клубом. Всего в чемпионате Англии за «Сарацинс» отыграл 76 игр и набрал 90 очков, с учётом выступлений в других турнирах (Кубок Хейнекен, Англо-валлийский кубок, Европейский кубок вызова) провёл 110 игр и набрал 170 очков. Сезон 2013/2014 провёл в «Цебре», после чего завершил карьеру

### Карьера в сборной
30 июля 2005 года Ратувоу дебютировал матчем против Самоа в городе Сува. В том же году он участвовал в турне по Европе в составе сборной Фиджи. В 2006 году сыграл за сборную тихоокеанских стран «Пасифик Айлендерс» в турне, занеся три попытки в двух матчах против Шотландии и Уэльса. 11 попыток в первом сезоне за «Сарацинс» гарантировали Ратувоу место в сборной на Кубке мира 2007 года: там он сыграл все матчи на позиции фулбэка и сыграл важную роль в историческом выходе в четвертьфинал чемпионата мира. В частности, он хорошо выступил в игре против Канады, а на последней минуте решающего матча против Уэльса именно Ратувоу не позволил валлийцам вырвать победу, сохранив счёт 38:34 в пользу Фиджи.
Летом 2008 года сыграл за сборную Фиджи на Кубке пяти тихоокеанских наций, выступал на позиции центра в победных матчах против Японии и Самоа. В том же году осенью играл снова за «Пасифик Айлендерс» в турне по странам Северного полушария. Из-за серьёзной травмы в осенней серии тест-матчей 2010 года уступил в сборной Фиджи место Альберту Вуливули. Последнюю игру провёл за сборную 16 июня 2012 года в Лаутока против Шотландии.
Также в его активе игры за сборную Фиджи по регби-7 в Мировой серии и за вторую сборную Фиджи.

### Стиль игры
Считался гибким игроком, способным «взорваться»; как универсальный защитник, обладавший хорошим запасом скорости и большой физической силой, считался также одним из наиболее опасных игроков Английской Премьер-Лиги.